# Maurice Jarre
Maurice Jarre (Lió, 1924 - Los Angeles, 2009) fou un compositor de cinema francès conegut sobretot per posar música a les pel·lícules de David Lean - Lawrence of Arabia (1962), Doctor Givago (1965), i Passatge a l'Índia (1984). Les tres bandes sonores guanyaren un Oscar. És un dels gegants de la música cinematogràfica del segle xx.

## Biografia
Maurice Jarre començà la seva carrera escrivint música per al Théâtre National Populaire de París. Gràcies a la seva primera pel·lícula, Hôtel des Invalides, el 1952 i es convertia ràpidament en un compositor popular i respectat al seu país i per tot Europa.
Però guanyà el reconeixement internacional una dècada més tard quan se'l contractà per fer la banda sonora de la història èpica Lawrence of Arabia de David Lean, que posteriorment es convertiria en un dels temes de cinema més reconeguts de tot el temps. La seva col·laboració amb Lean fou llegendària, tenint com a resultat les tres obres ja esmentades i La filla de Ryan (1970), que malgrat estar rodada a Irlanda, no hi apareixen influències de la música irlandesa condicionat per les preferències de Lean.
Altres treballs reeixits de Jarre inclouen El dia més llarg (1962), Els Professionals (The Professionals) (1966), Grand Prix (1966), Topaz (1969), Red Sun (1972), L'home que volia ser rei (1975), Els justiciers de l'Oest (1975), The Message (1976), Jesus of Nazareth (1977), Witness (1985), Atracció fatal (1987), El club dels poetes morts (Dead Poets Society) (1989), Ghost (1990) i A Walk in the Clouds (1995).
Jarre escrivia principalment per a orquestres, però començà a provar la música sintetitzada durant els anys 1980, per la qual cosa va rebre certes crítiques que indicaven que ho feia més per la comoditat que per estètica. Jarre ho va negar puntualitzant que el seu treball a Witness, per exemple, era més laboriós que si hagués sigut orquestral. Les bandes sonores electròniques de Jarre també inclouen Atracció fatal, The Year of Living Dangerously i Sense sortida (No Way Out, 1987). Més endavant també ho provaria a Gorillas in the Mist, El club dels poetes morts (Dead Poets Society) i Jacob's Ladder.
Jarre es va casar quatre vegades, els primers tres matrimonis van acabar en divorci. A la dècada de 1940, el seu matrimoni amb Francette Pejot, membre de la Resistència francesa i supervivent dels camps de concentració, van tenir Jean-Michel Jarre, compositor, intèrpret i productor musical francès que és un dels pioners de la música electrònica. Quan Jean-Michel tenia cinc anys, Maurice es va separar de la seva dona i es va traslladar als Estats Units, deixant a Jean-Michel amb la seva mare a França. Morí el 29 de març de 2009 a la ciutat de Los Angeles (Estats Units) a l'edat de 84 anys, degut a un càncer.